# Iteuil
Iteuil é uma comuna francesa na região administrativa da Nova Aquitânia, no departamento de Vienne. Estende-se por uma área de 22,05 km². Em 2010 a comuna tinha 3 002 habitantes (densidade: 136,1 hab./km²).